# Can Fatjó (Tiana)
Can Fatjó és una casa modernista de Tiana (Maresme) inclosa a l'Inventari del Patrimoni Arquitectònic de Catalunya.

## Descripció
És un edifici civil format per una planta baixa, un pis i un cos central més elevat sobre el qual s'aixeca, al mig, una torre d'esveltes proporcions. Destaca, especialment, per l'ús de les línies corbes que dominen tota la construcció: des del coronament de les façanes, les motllures decoratives, o les obertures, a la coberta de la torre. Línies còncaves i convexes es combinen i en tot moment es defuig la línia recta.
Com a elements decoratius també s'utilitzen algunes garlandes de flors. L'element més sobresortint és la torre central, realitzada a manera de llanterna per tal d'il·luminar l'interior. Esta ornamentada amb vitralls de colors, amb un voladís ondulat i suportat per esquadres de ferro. Resulta també interessant la gelosia de fusta que tanca l'ampli jardí circumdant -dins del qual hi ha una pèrgola-, així com l'adaptació de l'edifici al fort desnivell del carrer.